# Culture espérantophone
 (janvier 2021).
La mise en forme du texte ne suit pas les recommandations de Wikipédia : il faut le « wikifier ».
Les points d'amélioration suivants sont les cas les plus fréquents. Le détail des points à revoir est peut-être précisé sur la page de discussion.
- Les titres sont pré-formatés par le logiciel. Ils ne sont ni en capitales, ni en gras.
- Le texte ne doit pas être écrit en capitales (les noms de famille non plus), ni en gras, ni en italique, ni en « petit »…
- Le gras n'est utilisé que pour surligner le titre de l'article dans l'introduction, une seule fois.
- L'italique est rarement utilisé : mots en langue étrangère, titres d'œuvres, noms de bateaux, etc.
- Les citations ne sont pas en italique mais en corps de texte normal. Elles sont entourées par des guillemets français : « et ».
- Les listes à puces sont à éviter, des paragraphes rédigés étant largement préférés. Les tableaux sont à réserver à la présentation de données structurées (résultats, etc.).
- Les appels de note de bas de page (petits chiffres en exposant, introduits par l'outil «  Source ») sont à placer entre la fin de phrase et le point final[comme ça].
- Les liens internes (vers d'autres articles de Wikipédia) sont à choisir avec parcimonie. Créez des liens vers des articles approfondissant le sujet. Les termes génériques sans rapport avec le sujet sont à éviter, ainsi que les répétitions de liens vers un même terme.
- Les liens externes sont à placer uniquement dans une section « Liens externes », à la fin de l'article. Ces liens sont à choisir avec parcimonie suivant les règles définies. Si un lien sert de source à l'article, son insertion dans le texte est à faire par les notes de bas de page.
- La présentation des références doit suivre les conventions bibliographiques. Il est recommandé d'utiliser les modèles {{Ouvrage}}, {{Chapitre}}, {{Article}}, {{Lien web}} et/ou {{Bibliographie}}. Le mode d'édition visuel peut mettre en forme automatiquement les références.
- Insérer une infobox (cadre d'informations à droite) n'est pas obligatoire pour parachever la mise en page.

Pour une aide détaillée, merci de consulter Aide:Wikification.
Si vous pensez que ces points ont été résolus, vous pouvez retirer ce bandeau et améliorer la mise en forme d'un autre article.
La culture espérantophone désigne l'ensemble des éléments culturels portés par la langue internationale équitable espéranto et engendrés par la communauté espérantophone, dont l’ensemble des lieux de rencontre est souvent dénommé « Espérantie ».
La culture espérantophone est par nature une culture internationale. Il existe cependant un débat au sein du mouvement espérantophone pour savoir s'il s'agit d'une culture propre ou d'une inter-culture composée d'une mosaïque de cultures reflétant la diversité d'origine des espérantophones. Les espérantophones pour la plupart aiment surtout les langues et sont souvent à l'origine de l'organisation de  festivals de langues (en).
L'espéranto fonctionne dans toutes les sphères de la culture, y compris la littérature de fiction et de non-fiction, le théâtre, la radio, le journalisme, les blogs, le cinéma, la religion, etc.

## Histoire
Des festivités telles que la journée de la culture espéranto, la journée de Zamenhof et la semaine de l'amitié internationale constituent une tradition annuelle en Esperantie.
Les principaux symboles espéranto sont l'étoile verte à cinq branches symbolisant les cinq continents, l'hymne (La Espero), le drapeau et la couleur verte de l'espoir. Un autre symbole représente les contours du monde (extension de la langue dans le monde), une poignée de main (amitié), la tour de Babel (impossibilité de se comprendre) et un arbre qui symbolise la croissance. Ces symboles sont utilisés avec des objets du quotidien et des souvenirs. »
Chaque année, depuis 1905, sauf les dix années correspondant aux deux guerres mondiales, il y a un Congrès Universel d'Espéranto dans un pays différent - majoritairement en Europe. Chaque congrès réunit en moyenne 1 500 à 3 000 personnes et les événements les mieux organisés sont ceux d'Europe centrale ou orientale (généralement en Pologne, en Hongrie, etc.). Des congrès universels d'espéranto ont déjà eu lieu en Asie, où se déroulent plusieurs événements traditionnels d'espéranto. Au Japon, par exemple, le 100e Congrès national a déjà eu lieu. Le projet de l'île Esperanto se déroule traditionnellement en Chine. Il s'agit d'un cours d'espéranto d'un mois à l'université de l'île de Haïnan, dans le sud de la Chine. Il a été initié par Dennis Keefe. Arkones (ARt CONfrontations en ESperanto) a lieu en Pologne depuis plus de 30 ans. 
Le 20 novembre 2014, la ministre polonaise de la Culture et du Patrimoine national Małgorzata Omilanowska signa un document selon lequel l'espéranto est inclus dans la liste polonaise du patrimoine culturel immatériel,. 
Depuis 2017, INTER-FEST (Inter pour International et Fest pour Festival) est un type de festival culturel espéranto, qui vise à devenir un événement espéranto européen reconnu avec un large éventail de programmes qui présentent une utilisation pratique de l'espéranto à un public non espérantiste et qui, par l'intermédiaire de ce festival, incitent à l'apprentissage et à l'enseignement de la langue. INTER-FEST veut intensifier la création culturelle espéranto et rehausser le prestige de l'espéranto dans le domaine culturel. Les programmes d'INTER-FEST comprennent diverses branches de la littérature, du théâtre, de la musique, du cinéma, du sport, de la formation, de l'apprentissage des langues, des échanges interculturels, du tourisme et d'autres activités, qui se déroulent à travers des conférences, des groupes de discussion, des séminaires, des concerts, des présentations, des compétitions, des événements sportifs, colloques, expositions, etc.
L'année 2018 est l'Année de la Culture Espéranto qui vise à attirer l'attention sur les formes les plus diverses de création artistique dans la langue qui est issue d'une tradition longue et unique attestable entre autres par le soin accordé aux objets Zamenhof-Espéranto (ZEO).

## Culture propre ou communauté interculturelle?
Comme pour toutes les langues parlées sur un territoire géographique dispersé, nous trouvons des liens culturels rapprochant les locuteurs de la langue et d'autres les éloignant.

### Aspects culturels communs
Certains mots particulièrement expressifs ou savoureux en espéranto n'existent pas dans d'autres langues et sont directement liés au statut de langue internationale auxiliaire de l'espéranto. Par exemple, le verbe krokodili signifie « agir comme un crocodile », et renvoie à l'idée de « parler une langue nationale à l'intérieur d'un milieu espérantophone ». On pourrait le traduire par « faire des messes basses » ou « parler en aparté ».
Les sigles et abréviations des différentes associations espérantophones forment également un socle culturel commun, car même lorsqu'ils sont traduits dans une langue nationale, ils représentent des références culturelles que ne possèdent pas les non-espérantophones.
L'espéranto est parfois qualifiée de langue neutre. Pourtant, ce qualificatif n'implique pas l'absence de culture ou la neutralité politique de cette langue. Louis-Lazare Zamenhof, qui a établi les bases de l'espéranto, l'a fait pour donner aux peuples une langue commune à tous les humains, leur permettant de se libérer du chauvinisme et des rapports de force. C'est bien là un objectif politique, au sens non péjoratif de ce terme. L'expression « langue neutre » se réfère à la neutralité perçue par ceux qui choisissent de s'exprimer dans cette langue : elle n'est la « propriété » d'aucune grande puissance, et le seul « pays » où il fut jamais question que l'espéranto fût langue officielle fut, de 1816 à 1919, le territoire de Moresnet neutre contesté entre l'Allemagne, la Belgique et les Pays-Bas, dont la superficie faisait à peine 3,5 km2.
Ce sentiment de neutralité a plusieurs origines :
- comme l'espéranto n'est la langue d'aucune puissance, aucun des deux interlocuteurs n'a l'avantage décisif de s'exprimer dans sa langue maternelle. L'espéranto garantit, au moins d'un point de vue linguistique, un rapport d'égal à égal.
- comme de par sa régularité, l'espéranto est extrêmement facile à apprendre, chacun des interlocuteurs s'y sent quasi aussi à l'aise que dans sa langue maternelle : l'expérience montre qu'entre espérantophones de langues maternelles différentes, c'est toujours l'espéranto qui sert de langue-pont, à moins que la présence d'un tiers non espérantophone n'impose par politesse l'emploi d'une autre langue. Bien sûr, nous avons tous des habitudes non verbales, et pour prendre un exemple connu, les Italiens s'expriment avec force gestes, même en espéranto ; mais l'emploi d'une langue commune dans laquelle on se sent à l'aise rapproche à ce point les interlocuteurs que de telles habitudes ne sont pas perçues comme gênantes.

### Aspects culturels divergents
De même qu'un Français et un Québécois (ou un Allemand et un Autrichien) partageant la même langue possèdent des références culturelles différentes, les espérantophones de différents pays connaissent souvent mieux les auteurs espérantophones de même langue native qu'eux. Il peut s'agir d'écrivains, de personnalités du mouvement associatif ou simplement de références culturelles propres à la culture de leurs pays. En effet, l'espéranto n'est pas une langue ethnique, mais avant tout un facteur de propagation des cultures de différents pays. On peut ainsi découvrir des œuvres culturelles de différents pays grâce à l'espéranto, souvent avant même que celles-ci ne soient traduites en français. Ceci est d'autant plus vrai pour les œuvres écrites en langues minoritaires. C'est par contre beaucoup moins vrai pour les œuvres originales en espéranto.

## Culture espérantophone
Il existe plus de 30 000 ouvrages en espéranto (dont environ 70 % d'écrits originaux) et plus de cent revues écrites dans cette langue sont publiées régulièrement. Des espérantophones utilisent la langue pour voyager dans le monde et un réseau convivial nommé Pasporta Servo, permet d'être hébergé gratuitement chez d'autres espérantophones. D'autres correspondent avec des amis dans beaucoup de pays grâce au service Koresponda Servo Mondskala (eo).
Chaque année de  nouveaux textes littéraires et de nouvelles chansons sont écrites, et des revues en espéranto sont éditées. La musique en espéranto a d'ailleurs son propre label, nommé Vinilkosmo. Radio Arkivo et Radio Esperanto sont des stations disponibles en ligne sur le web, de nombreux autres programmes sur d'autres stations traitent de divers thèmes et des films en espéranto sont produits. En septembre 2003, la version en espéranto de Wikipédia a donné des informations sur quatorze films, dont Incubus avec William Shatner. L'espéranto a aussi son lot de proverbes, Louis-Lazare Zamenhof, ayant traduit en espéranto une importante collection réunissant des proverbes originaires de nombreux pays.
En 2001, l'Association mondiale d'espéranto comptait des membres dans 119 pays. Chaque année, de 1 500 à 6 000 espérantophones se donnent rendez-vous pour le Congrès Mondial d'Espéranto (Universala Kongreso de Esperanto) et chaque 15 décembre (date de naissance de Louis-Lazare Zamenhof), des espérantophones du monde entier fêtent l'anniversaire de Louis-Lazare Zamenhof.
D'autres rencontres ont lieu, dans des proportions et pour des durées différentes.
La Espero (L'Espoir) est l'hymne de la collectivité espérantophone : il est dans cette collectivité l'un des plus célèbres poèmes originellement écrit en espéranto par Louis-Lazare Zamenhof.
Pendant le premier Congrès d'espéranto, à Boulogne-sur-Mer en 1905, il a été décidé qu'un espérantiste était quelqu'un qui savait parler l'espéranto « sans se soucier de ses motivations », et que ses opinions concernant l'expansion de l'espéranto lui étaient personnelles. En français, ce terme s'avère erroné. Il est d'usage aujourd'hui de désigner par :
- espérantophone, un locuteur de l'espéranto ;
- espérantiste, une personne active pour la diffusion de l'espéranto ;
- espérantophile, une personne favorable à l'espéranto.

### Littérature
L'espéranto possède une littérature, en partie originale, en partie traduite à partir des langues nationales. Au total, elle contient environ 50 000 titres. La littérature originale constitue de 60 à 75% de plus de 30 000 livres parus en espéranto.Comme peu d'ouvrages en espéranto ont été traduits dans les langues nationales, le public extérieur au mouvement ne peut pas les lire facilement.
Dans les années 1930 et 1940, des écrivains espérantistes européens ont été confrontés à la répression des dictatures, notamment hitlérienne et stalinienne. Après guerre, de nouveaux écrivains de valeur s'affirment. Certains étaient présents dans les congrès mondiaux, par exemple à Anvers en 1982: Georges Lagrange, Tibor Sekelj, Aldo de 'Giorgi, William Auld et l'éditeur Brucjo Casini.

### Poésie
La poésie est un élément essentiel de la culture espéranto. De nombreux écrivains espéranto ont également écrit de la poésie, non seulement du haïku et des poèmes en utilisant le rythme de la versification européenne appliqué à l'espéranto, mais aussi des monosyllabes avec les métriques strictement espéranto construites dans les années 1960 et 1970 comme dans les poèmes de Diderto Freto.

### Théâtre et opéra
Des pièces de dramaturges aussi divers que Goldoni, Ionesco, Shakespeare et Ayckbourn ont récemment été jouées en espéranto. Beaucoup de drames de Shakespeare existent en espéranto; Le roi Lear a été présenté en espéranto à Hanoï (Vietnam) en décembre 2001 avec une distribution locale.
En 2018 a eu lieu la première de l'opéra Sternenhoch en espéranto présenté au Théâtre National de Prague. Il s'agit du premier opéra de l'histoire, dont la musique a été composée directement à partir d'un texte en espéranto, interprété par Miroslav Malovec en 2018.

### Films
Les coûts de production ont constitué le principal obstacle au développement de l'espéranto dans ce domaine. Il y a eu toutefois quelques essais. Dans des scènes du Dictateur de Chaplin, des affiches apparaissent en espéranto ; dans Idiot's Delection avec Clark Gable et dans le film japonais Jan Arima no shūgeki, certains dialogues étaient en espéranto ; dans le film espagnol El coche de pedales (la voiture à pédales) les protagonistes parlent parfois en espéranto, comme dans le film américain Captain Fantastic (2016). Les films long métrage n'utilisant que l'espéranto incluent, par exemple, Inkubo (Cauchemar), film avec William Shatner, mais il y en a une quinzaine qui concernent le sujet de la langue internationale.
Un réalisateur turc a réalisé un court métrage Senmova, - Immobile -, avec des voix uniquement en espéranto.
La réalisatrice Natalie MacMahon a créé un court-métrage Une histoire d'amour universelle qui avait des éléments d'espéranto et en 2018, elle a créé la série de films en ligne Malsano Nomita Amo (Une maladie nommée amour), qui est largement parlée en espéranto et dans laquelle l'espéranto agit comme un élément qui rassemble les gens, comme une révolution nécessaire pour pouvoir se comprendre à nouveau et exprimer des sentiments ».
Récemment, un certain nombre de projets de films et d'associations amateurs en espéranto ont également vu le jour, produisant de courtes vidéos entièrement en espéranto. Leur durée est généralement d'environ dix minutes. La société cinématographique brésilienne Imagu Filmoj-Retejo de Imagu Filmoj a produit un certain nombre de films en espéranto, longs et courts. En 2006, dans le cadre du Congrès Universel en Italie, Imagine a lancé Gerda malaperis (Gerda a disparu). Le « Père » est apparu l'année suivante. Outre ces derniers, la société a produit d'autres films.
En 2017, un court métrage de Christian Laubacher a été tourné : Das Porträt von Parzival, einem Mann, der sich für eine Sache einsetzt: Esperanto  - Le portrait de Parsifal, un homme qui aspire à quelque chose : l'espéranto - présenté lors du festival du film de Soleure.
Si les cinéastes utilisaient la langue espéranto dans les films réalisés par des non-espérantistes, elle servait à donner à divers films une nuance d'universalité, d'étrangeté, d'utopie, de multilinguisme, d'avenir, de neutralité, d'exotisme, d'anarchisme ou de mystère.

### Musique
Les genres musicaux en espéranto comprennent les chansons populaires et folkloriques, la musique rock, le cabaret, les chansons pour solistes et chorales et l'opéra. Des compositeurs et artistes populaires, dont Elvis Costello et Michael Jackson, ont enregistré en espéranto, ont écrit des morceaux orchestraux inspirés par la langue ou l'ont utilisé dans leurs matériels de communication. Certaines chansons de l'album Esperanto de Time Warner sorti, uniquement en espéranto, en Espagne en novembre 1996, ont atteint des rangs élevés dans les hit parades espagnols. Les œuvres orchestrales classiques et les œuvres chorales avec des paroles en espéranto incluent The Heart Sutra de Lou Harrison et la Symphonie n ° 1 de David Gaines (tous deux des États-Unis). Le quatuor néerlandais Kajto se concentre sur la musique folklorique frisonne, les chants de marins et les canons. En français à Toulouse, il existe une maison d'édition musicale Vinilkosmo, spécialisée dans la production de musique espéranto. Il peut également être trouvé en ligne, y compris un certain nombre de sites Web dédiés au karaoké espéranto.
Divers morceaux de musique peuvent être trouvés sur Internet, par exemple historiquement sur musicexpress.com.br et de manière durable sur Spotify, Deezer, sur la radio Internet last.fm, le livre de chants public et le Kantaro_Vikio.

### Médias

#### Périodiques
La presse en espéranto comporte plus d’une centaine de titres, dont le magazine d'information Monato, la revue littéraire Beletra Almanako, l'organe officiel de TEJO, Kontakto, le magazine Esperanto, un organe de l'UEA, et le magazine Sennaciulo, un organe de la Sennacieca Asocio Tutmonda (Association mondiale a-nationale). Un magazine d'information bimensuel Eventoj (Evènements) est également proposé en version électronique gratuite. Les abonnés peuvent également obtenir de nombreux autres journaux importants en ligne, y compris des archives en ligne d'anciens numéros. Il existe des périodiques sur la médecine et la science pour la jeunesse, des revues religieuses, des revues éducatives et pédagogiques, des publications littéraires et spécialisées. Le journal Heroldo de Esperanto (EdE) est un exemple de publication presque centenaire. Il est racheté par la société brésilienne Social Group Lexus Fejsbuka paĝo de la Grupo, responsable de sa publication depuis 2017.
L'histoire des journaux espéranto coïncide presque avec l'histoire de la langue elle-même, car depuis le début du 20e siècle, il y a eu de nombreux journaux, d'abord pour la diffusion de la langue elle-même et immédiatement aussi pour la vie propre de la culture et de la littérature espéranto. Pour de nombreux espérantistes du monde entier avant l'ère d'Internet, lire et contribuer aux journaux était une occasion importante de communiquer en espéranto lorsqu'ils étaient isolés ou éloignés des activités des clubs existants. À l'ère d'Internet, les possibilités se sont multipliées, mais l'habitude d'avoir des journaux a persisté et il y a maintenant de plus en plus de magazines en ligne.

#### Diffusion radio et télévision
La rédaction espéranto de la radio polonaise prépare chaque jour un podcast de vingt minutes
Les radios du Brésil, de Chine, de Cuba, de Pologne et du Vatican diffusent régulièrement en espéranto. Il y a de plus en plus de programmes qui peuvent être entendus en ligne, d'autres stations (professionnelles et amateurs) fonctionnent principalement ou uniquement en ligne. Les podcasts linguistiques internationaux bien connus incluent, par exemple, Radio Verda qui fonctionne depuis 1998. Les télévisions de divers pays proposent des cours d'espéranto, y compris la plus récente adaptation en 16 parties du cours de la BBC Mazi en Gondolando, diffusée par Polujo 1 (TVP1 - Telewizja Polska 1). Le même cours a été diffusé pendant plusieurs années par la chaîne de télévision de Sarrebruck, aujourd'hui disparue. Au cours de la période 2005-2006, un projet de la chaîne de télévision internationale en ligne espéranto sous le nom d'Internacia Televido, opérant dans le cadre du site Web Ĝangalo (Jungle), était également actif.

### Internet
L'expansion de la langue, depuis l'apparition d'Internet, peut être expliquée par le nombre de situations dans lesquelles la connaissance de la seule langue anglaise, voire de plusieurs langues, ne suffit pas pour une communication de qualité. Les réseaux électroniques, en particulier Internet, sont les moyens de communication les plus dynamiques parmi les utilisateurs de la langue internationale. Il existe plusieurs centaines de groupes de discussion traitant de divers sujets, de l'usage familial de l'espéranto à la théorie de la relativité générale. L'espéranto est également utilisé dans diverses messageries instantanées, telles que Telegram, IRC, Skype, ICQ, Jabber ou Paltalk. Des milliers de pages Internet en langue internationale peuvent être trouvées. De nombreux programmes informatiques, tels que des vérificateurs orthographiques et grammaticaux et des dispositions de clavier, ont été créés en et parfois aussi pour l'espéranto. Des programmes tels que LibreOffice, Firefox, IrfanView, les environnements de travail graphiques GNOME et KDE, et les systèmes d'exploitation Ubuntu et Mandriva sont disponibles en espéranto. Les sites Web populaires tels que Google, Wikipedia, Facebook et Ipernity ont également des versions en espéranto.

### Présence publique de l'espéranto
L'espéranto a pris racine dans plusieurs sphères de la vie quotidienne. Plusieurs dictionnaires brésiliens contiennent, par exemple, le mot-clé samideano. Dans des dizaines de pays, des rues, avenues, lieux sont appelés Esperanto. Le livre Monumente pri Esperanto documente abondamment une variété de monuments et édifices en l'honneur de l'espéranto ou de L. Zamenhof à travers le monde. L'espérantiste brésilien Ismael Gomes Braga a donné à son fils le nom de Zamenhof comme nom de famille. Le 20 novembre 2014, la ministre polonaise de la Culture et du Patrimoine national Małgorzata Omilanowska a signé un document selon lequel l'espéranto est inclus dans la liste polonaise du patrimoine culturel immatériel.

### Universités d'été
Le NASK— La Nordamerika Somera Kursaro de Esperanto est un programme estival d'études nord-américain fondé en 1970 à l'Université d'État de San Francisco par Catherine et William Schulze. Ce programme de cours met en valeur l'utilisation de l'espéranto dans la communication, la compréhension et la coopération interculturelles pour former des enseignants et améliorer le niveau des usagers de la langue aux États-Unis. La session de 2014 a eu lieu à Vancouver (Colombie Britannique, Canada). Elles ont lieu chaque année dans un nouveau pays, dans le cadre des Congrès Universels d'Espéranto.

### Hiboux
Est appelé Gufujo le bar nocturne tranquille pendant les événements espérantistes, en particulier pour les jeunes. Il a été inventé dans les années 1990 comme un bar alternatif (strictement non-fumeur et sans alcool. Cette coutume a émergé en 1995, contrastant avec la coutume plus courante de fête d'après-congrès dans un bar extérieur. Un hibou est une métaphore : les hiboux sont les participants noctambules de festivals de jeunes qui se rassemblent dans un lieu spécial, principalement éclairé par des bougies, où ils boivent des boissons sans alcool comme le thé. L'atmosphère est calme et tranquille. La musique de concert, la lecture de poésie ou la lecture de littérature sont des activités courantes dans ces cafés.
Parce que l'espéranto a une communauté vivante, les locuteurs produisent des objets culturels lorsqu'ils interagissent, même inconsciemment. Ils sont également habitués à créer une chouette comme une confiserie improvisée en utilisant de la monnaie espéranto ainsi que de l'argent réel pour payer la nourriture et les boissons.

### Religion
Certaines personnalités religieuses, telles que des moines bouddhistes et des prêtres chrétiens, ont tendance à apprécier l'espéranto quand elles transmettent le message que tous sont pareils et que toutes les pensées comptent, peu importe d'où elles viennent. Cela signifie que, des gens viennent à l'espéranto en provenant de toutes les différentes religions et pourtant ne se confrontent pas. Oomoto, une religion japonaise de taille moyenne, répand largement l'espéranto et la langue joue un rôle majeur dans la religion elle-même.

### Argot, euphémismes et malédictions
Un mot spécifique parmi les plus connus est «samideano», littéralement un membre (- ano -) de la même idée (sam-ide-) ”mais avec le sens de collègue espérantophone ”. D'autres sont : kabei (quitter le mouvement comme Kabé), mojosa, très utilisé par les jeunes et «krokodili», qui signifie parler une langue nationale dans un groupe espérantiste: par exemple, si un enfant passe au suédois lors d'un concert d'espéranto, la mère peut lui dire «d'arrêter de crocodiler». L'euphémisme le plus connu est «neces-ejo», littéralement «endroit nécessaire», qui signifie toilettes ou WC. Il y a beaucoup plus d'euphémismes, par exemple kaĉo, «bouillie d'avoine» - gruau, nourriture pulpeuse, au lieu de "kako" -caca -. De mauvais mots peuvent assimiler des noms de livres ou d'écrivains célèbres en espéranto - l'exemple le plus clair est «Zamenfek!», Une combinaison de «Zamenhof» (le nom du créateur de l'espéranto) et de «fek» -défécation-.

### Cuisine
Parce que les locuteurs de l'espéranto viennent de différents pays du monde et que les familles dont les enfants parlent l'espéranto nativement ont généralement des parents de deux pays très différents, il existe des recettes qui incorporent des éléments de différents pays. Les aliments traditionnels sont également mélangés ou consommés d'une manière que ne ferait normalement pas un indigène. Internacie kuiri (La cuisine internationale) de Maria Becker-Meisberger, publiée par FEL (Ligue flamande d'espéranto), Anvers 1989,  (ISBN 90-71205-34-7), est un exemple de livre de cuisine en espéranto. Un autre est Manĝoj el sanigaj plantoj (repas de plantes médicinales) de Zlata Nanić, publié par BIO-XRNO, Zagreb 2002,  (ISBN 953-97664-5-1). Certains périodiques en espéranto, comme Monato, contiennent parfois des recettes. Le magazine Esperanto sous la direction d'Attila Kaszás a une section pour les recettes de cuisine.

### Mode
Kun-iri (Aller avec) est un atelier de couture, un atelier avec un nom en espéranto dans lequel les réfugiés créent une mode conçue pour relierpar le design différentes origines ethniques d'étudiants et de designers,.
Vestoj (Vêtements) est un magazine de mode universitaire avec un titre en espéranto. Vestoj dans l'un de ses numéros, entre autres, a cherché à mieux comprendre comment les représentations du pouvoir sont affichées dans l'industrie de la mode et pourquoi si peu de gens ont tendance à les défier. Y a-t-il un parallèle possible avec l'espéranto dans le monde des langues?
Dans le magazine Esperanto sub la suda kruco (Espéranto sous la croix du sud), numéro 134, mars 2019, un article «Somer-lernejaj esperantistaj kap-kovraĵoj» est apparu avec l'emblème du kangourou et le mot espéranto, portable et utilisable de diverses manières.
Il est arrivé que certaines personnes portaient des vêtements traditionnels de leur pays lors des congrès d'espéranto, qu'ils le portent ou non dans leur propre pays. La Suède, par exemple, est culturellement opposée au port de sa propre robe traditionnelle depuis la Seconde Guerre mondiale. Cependant, des Suédois peuvent encore porter des vêtements traditionnels à l'occasion d'événements espérantistes. L'espéranto a tendance à mettre en valeur les traditions culturelles comme lors de la deuxième exposition mondiale de poupées au Japon (2012), organisée par des espérantistes, où a eu lieu un défilé de 200 costumes de différents pays.

### Journée Zamenhof
Le 15 décembre (anniversaire de L. L. Zamenhof), les espérantophones du monde entier célèbrent la Journée Zamenhof, également appelée "Journée du livre espéranto".
C'est un objectif commun d'obtenir ou de lire un livre d'espéranto ce jour-là. Zamenhof lui-même était un fervent défenseur de l'idée que pour répandre l'espéranto dans le monde, ses locuteurs devraient créer un vaste corpus littéraire.
Le poème La Espero, écrit par Zamenhof, est devenu l'hymne de l'espéranto, et la plupart des locuteurs d'espéranto le savent, au moins en partie. Il est souvent chanté lors d'événements en espéranto. Que vous aimiez les paroles ou non, l'hymne est généralement quelque chose qui relie les locuteurs d'espéranto dès les premières années de la langue, et qui fait déjà partie de sa culture. La revue Esperanto et d'autres rapportent généralement comment les espérantistes célèbrent cette journée dans le monde. Un rapport similaire est également lu dans IPR, un organe officiel de l'ILEI.